# 2936 Nechvíle
A 2936 Nechvile (ideiglenes jelöléssel 1979 SF) a Naprendszer kisbolygóövében található aszteroida. Antonín Mrkos fedezte fel 1979. szeptember 17-én.